# 程阳永济桥
25°54′02″N 109°38′16″E / 25.90056°N 109.63778°E
程阳永济桥，又名程阳桥、永济桥、程阳风雨桥，位于中华人民共和国广西壮族自治区柳州市三江侗族自治县的程阳八寨中，是一座侗族风雨桥。该桥由当地居民于1912年组织建造，1924年正式建成。该桥共有5座船型桥墩，桥身为纯木结构，正梁上方建有楼亭和长廊。1982年，程阳永济桥被列为全国重点文物保护单位。

## 历史
1912年，广西三江的程阳八寨侗族居民自发组织人力、筹备资金在林溪河上修建一座风雨桥，以方便周围寨子的居民出行。在克服了资金和人力上的问题后，1924年，这座风雨桥正式建成，是为程阳永济桥，又称程阳桥、永济桥、程阳风雨桥。1936年，桥上南侧的三座亭子被山洪冲走，当地村民耗时两个月才将被冲走的木材捞起并运回。1939年，当地村民开始修复程阳永济桥，1941年正式完工。中华人民共和国成立时，程阳桥的桥面已经年久失修，后得到当地政府多次修缮。1973年6月，为保护程阳桥的安全，当地村民在洪水中清除了山洪冲下来的木材等杂物。1982年，程阳永济桥被列为全国重点文物保护单位。1984年时，该桥被山洪冲毁两座桥墩，1995年时修复工程完工。2016年1月，程阳桥展开了为期三个月的封闭维修施工。

## 结构
程阳永济桥是一座采用榫卯结构搭建的木桥，该桥为南北走向，全长77.76米，桥面高11.52米，共有5座桥墩4个桥孔。桥墩用青条石砌成，内部填充毛石，为六角尖头船形，向上游方向建有68°的分水角。桥的正梁是可分为上下两层的连排杉木，每层7根。正梁上方用排版、竖柱和盖瓦搭建一条宽3.75米的长廊式通道。桥上盖有5座楼亭，正中间一座为四层楼亭，顶部为六角攒尖顶；其南北两侧为四角攒尖顶的四层楼亭；桥的两端则各建有一座歇山顶的四层楼亭。楼亭的庭檐采用挂方和挂撑的方式支撑，楼亭和长廊之间的连接方式采用穿斗式。

## 照片

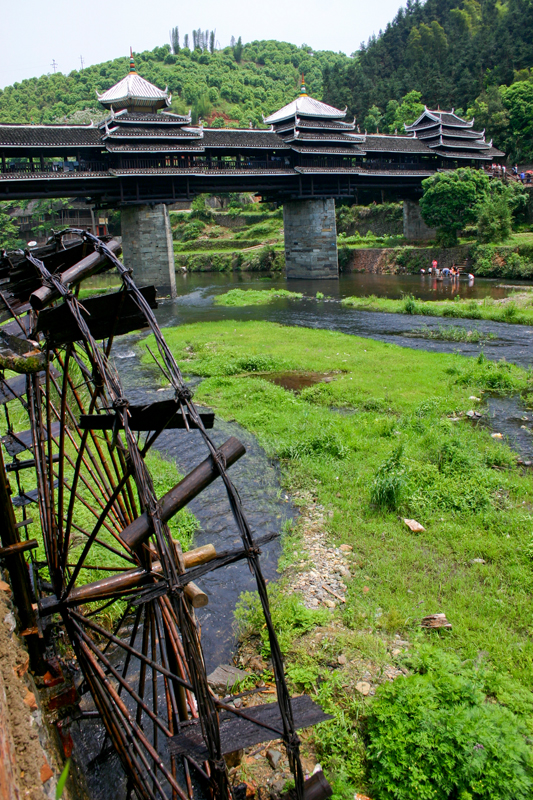
风雨桥
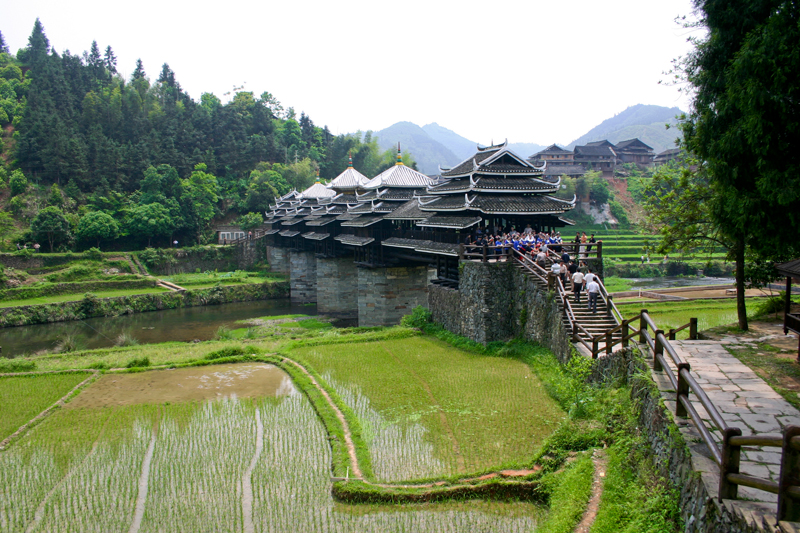
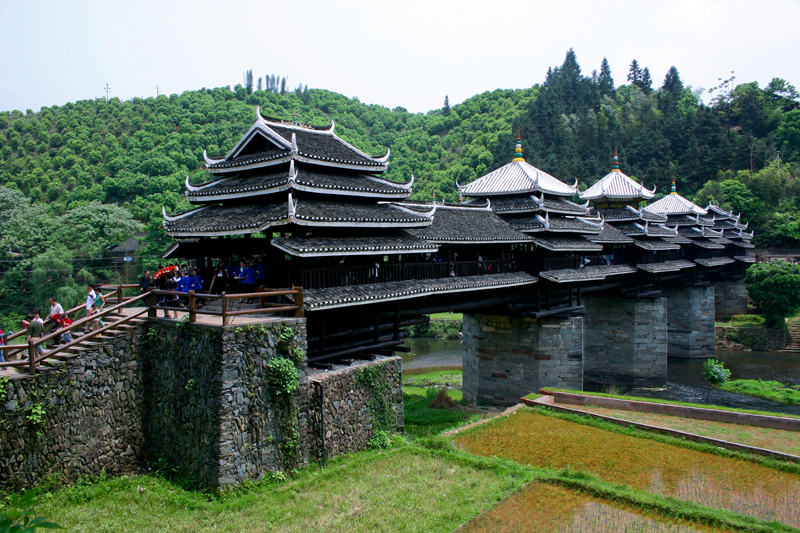
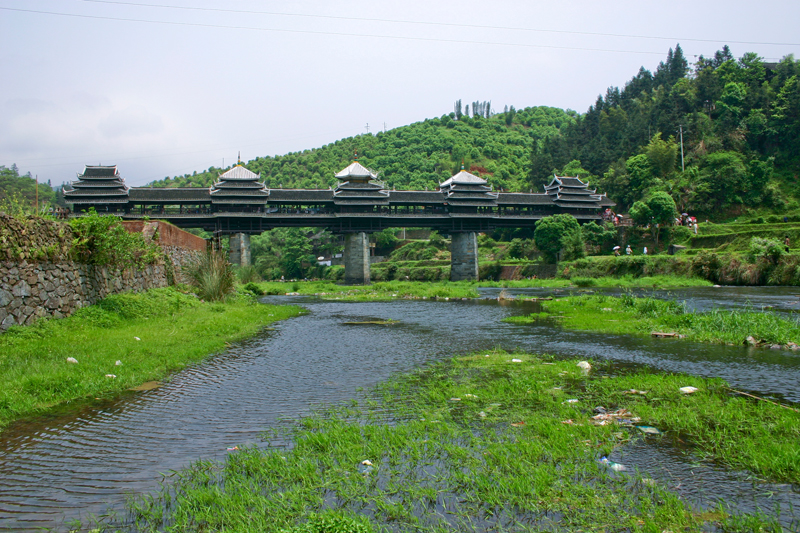
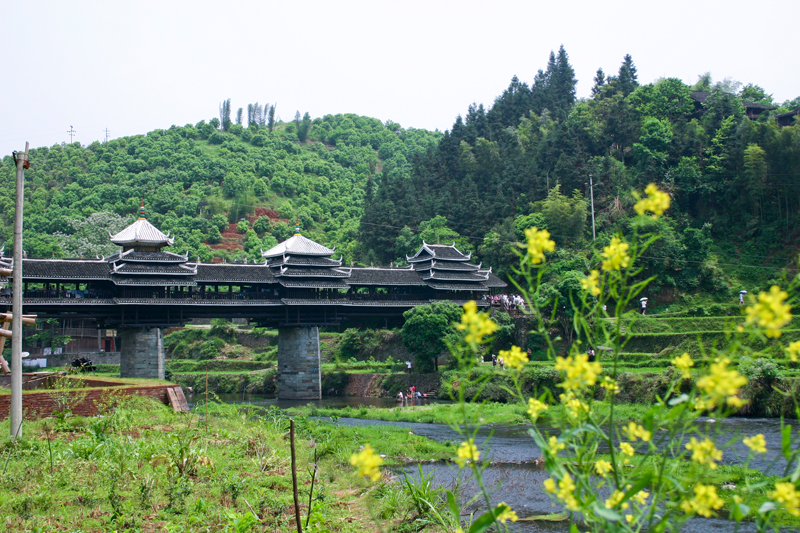
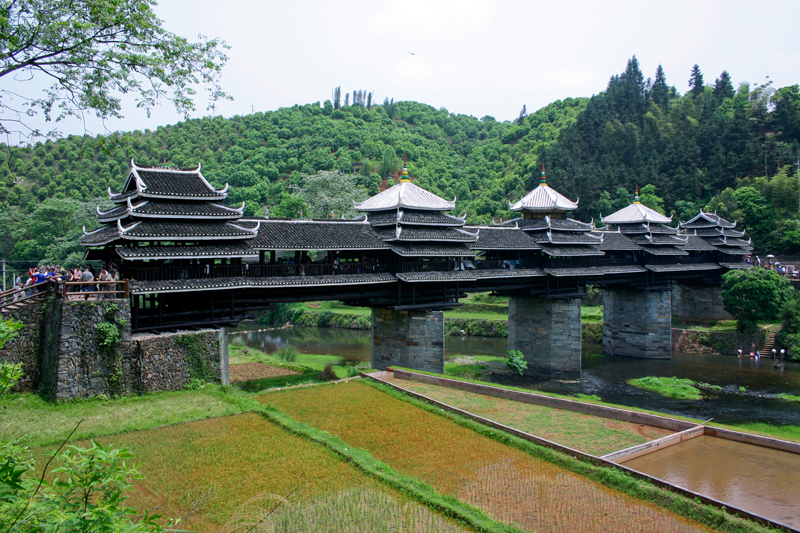